# Goryokaku
Goryōkaku (五稜郭) é uma fortaleza em estilo de fortaleza de aresta construída nos arredores da cidade de Hakodate (atual cidade de Hakodate, Hokkaido) no final do período Edo, pelo governo do Xogunato Tokugawa na região de Ezo (atual Hokkaido).
Embora o nome Goryōkaku já fosse usado desde o estágio de planejamento, durante a construção, também foi chamado de "Muros de Terra do Escritório de Kameda" (亀田役所土塁, Kameda Yakusho Doro), ou "Muros de Terra do Escritório Oficial de Kameda" (亀田御役所土塁, Kameda On Yakusho Doro). Originalmente, era uma área pantanosa com muitos salgueiros, sendo também conhecida pelo nome alternativo de "Castelo de Yanagi-no" (柳野城, Yanagi-no-jō) devido à abundância da planta de salgueiro no local.

## Visão Geral
Goryōkaku foi construído como o novo local para a sede do escritório de Hakodate durante a abertura do porto de Hakodate. No entanto, apenas dois anos após sua conclusão em 1866, o Xogunato Tokugawa entrou em colapso. Após um breve período de uso pelo governo de Hakodate, o local foi ocupado pelo exército do antigo Xogunato Tokugawa, liderado por Enomoto Takeaki, durante a Guerra de Hakodate, tornando-se sua base de operações.
Com a chegada da era Meiji, a maioria dos edifícios dentro da fortaleza foi desmontada, exceto por um depósito de suprimentos, que foi utilizado como campo de treinamento do exército. Posteriormente, a partir de 1914, o local foi aberto ao público como o Parque Goryōkaku e, desde então, tornou-se um dos principais pontos turísticos de Hakodate, além de ser um local de recreação para os moradores locais.
Atualmente, restam apenas vestígios da estrutura em forma de estrela, com as muralhas externas originalmente localizadas a uma distância de 100 a 350 metros da estrutura principal, exceto nas direções norte e noroeste, onde não existiam. A maioria dessas muralhas externas desapareceu, com exceção das áreas agora designadas como floresta de conservação de propriedade do governo.
Goryōkaku é designado como um local histórico especial pelo governo japonês e faz parte do Patrimônio Cultural de Hokkaido como "Goryōkaku e Vestígios da Guerra de Hakodate". É propriedade do governo nacional, com a cidade de Hakodate como locatária, gerenciada pela Corporação de Instalações Urbanas de Hakodate (administradora designada).

## História

Goryōkaku

### Construção:
Em março de 1854, com a assinatura do Tratado de Amizade e Comércio Japão-Estados Unidos, a abertura do porto de Hakodate foi determinada. Como resultado, o governo do Xogunato Tokugawa tomou posse da região ao redor de Hakodate, que anteriormente estava sob domínio do clã Matsumae, e em junho do mesmo ano, restabeleceu o posto de Hakodate Bugyō (administrador de Hakodate).
O escritório de Hakodate Bugyō foi localizado no mesmo local que ocupava durante o período anterior ao controle direto pelo xogunato (1802-1807), conhecido como Motozaka (atual Parque Motomachi). Naquela época, o escritório do Bugyō de Hakodate do clã Matsumae estava situado lá. O primeiro Bugyō nomeado, Yasunori Takeuchi, indicou a intenção de fazer melhorias e expansões nos edifícios existentes do clã Matsumae para uso contínuo. No entanto, o segundo Bugyō nomeado, Toshiyuki Hori, expressou a opinião de que o local não era adequado para defesa, pois não oferecia proteção adequada contra a entrada de estrangeiros e permitia que eles tivessem uma visão clara do escritório do Bugyō ao subirem o Monte Hakodate, que fazia parte da área de passeio dos estrangeiros. Portanto, ele propôs a mudança para a área de Kameda, que estava localizada fora do alcance dos canhões de tiro direto de navios no interior da Baía de Hakodate.

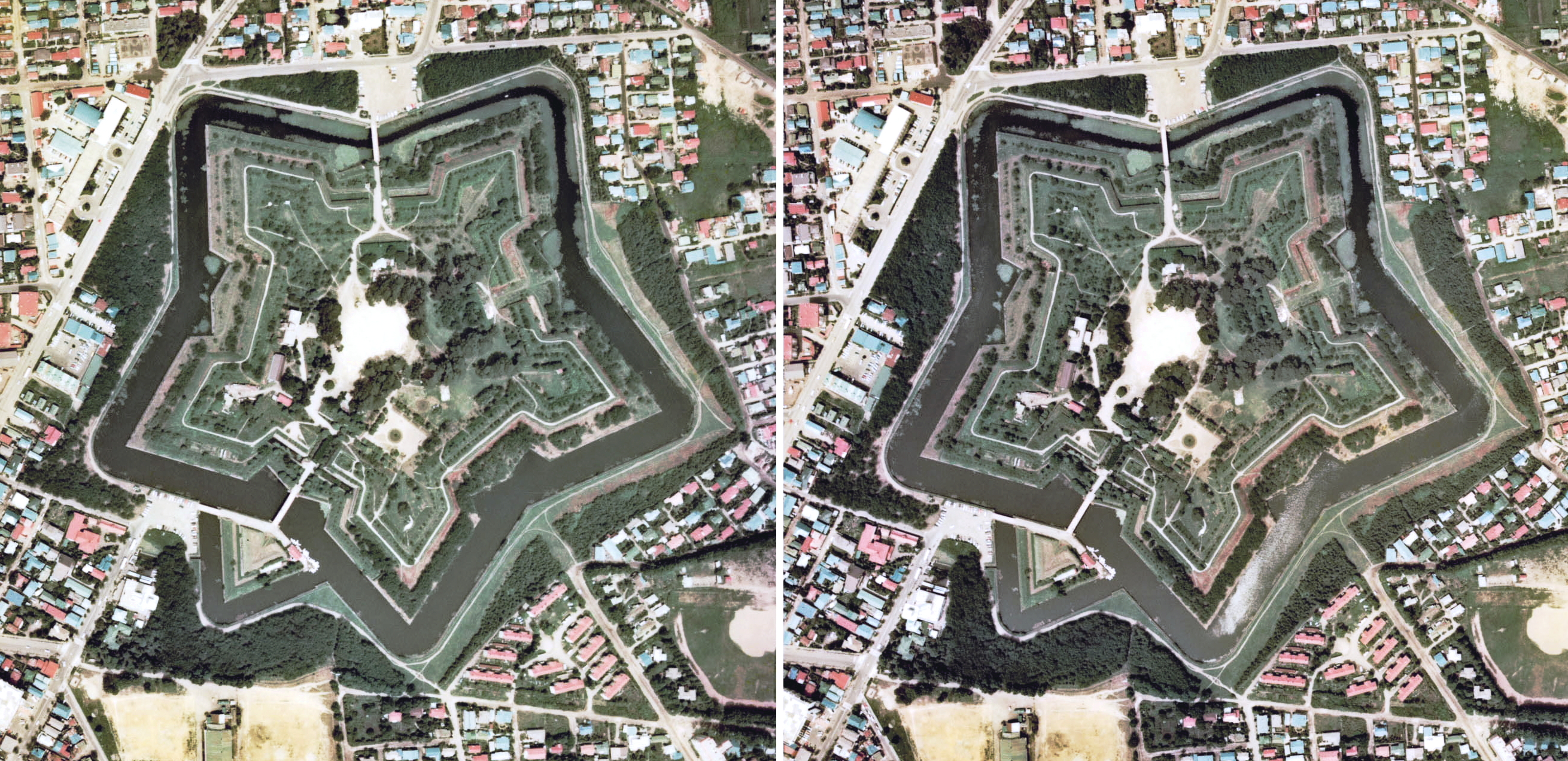
Foto aérea estéreo de Goryokaku (1976) Criada com base em fotos aéreas do serviço de visualização de mapas/fotos aéreas da Autoridade de Informação Geoespacial do Japão, Ministério de Terras, Infraestrutura, Transporte e Turismo

Quando Yasunori Takeuchi e Toshiyuki Hori retornaram a Edo (atual Tóquio), apresentaram uma petição ao conselheiro sênior Abehira Masahiro, propondo a construção de um novo escritório do Bugyō chamado "Goyakusho Yoko-Zakabe" em Nakamichi, uma área que estava fora do alcance do fogo de canhões vindos do interior da Baía de Hakodate. Esta proposta foi aceita pelo gabinete do xogunato, levando à decisão de construir o Goryōkaku.
Além disso, foi proposto ao conselheiro Abehira um plano de melhoria e reconstrução de sete fortalezas costeiras em Hakodate, conhecidas como Yafurai, Oshitsuke, Yamasebako, Benten-misaki, Tachimachi-misaki, Tsukishima e Okinokuchi. No entanto, Abehira considerou que seria difícil realizar a construção de todas essas fortalezas ao mesmo tempo. Portanto, ele deu instruções para iniciar inicialmente o trabalho nas fortalezas de Benten-misaki (conhecida como Fortaleza Benten) e Tsukishima (que não foi construída na época).
Em julho de 1855, quando o navio de guerra francês "Constantine" entrou em Hakodate, Takeda Hisaburō, que estava encarregado do manuseio de equipamentos e munições na sede de Hakodate, recebeu instruções do vice-comandante do navio para aprender com ele. Ele fez cópias de desenhos de projetos de canhões e esboços de fortalezas a partir desse encontro. Com base nesses desenhos, Takeda Hisaburō projetou o Goryōkaku e o Benten-dai-ba (Fortaleza Benten).

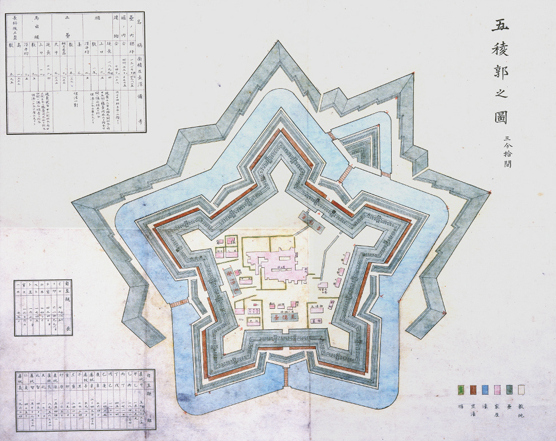
"Mapa Goryokaku. Acredita-se que seja um dos projetos finais.

Foi então criado um orçamento de 410.000 ryō para a construção do Goryōkaku e das fortalezas Benten, Tsukishima e Okinokuchi. Inicialmente, o plano era um período de construção de 20 anos. No entanto, devido ao fato de que as fortalezas já haviam sido concluídas em outras cidades em Ezo (atual Hokkaido), como Matsumae (Fortaleza de Matsumae), Tsugaru (Fortaleza de Tsugaru), Nanbu (Fortaleza de Nanbu) e Sendai (Fortaleza de Shiraoi), as autoridades perceberam que se o Goryōkaku e as fortalezas fossem construídos lentamente, isso resultaria na perda de autoridade do governo Tokugawa perante os cidadãos de Hakodate e estrangeiros. Portanto, a construção das fortalezas de Benten-dai-ba e Goryōkaku foi acelerada.
Em novembro de 1856 (ano 3 da era Ansei), foram nomeados para a equipe encarregada da construção do Goryōkaku e do Kameda Yakusho Doro (Muros de Terra do Escritório de Kameda) os seguintes membros: o líder da equipe, Yukikuni Kawazu; o encarregado de tarefas de supervisão, Sonshirō Suzuki; o subencarregado principal, Kenshinosuke Yamaguchi; e o supervisor das várias técnicas, Hisaburō Takeda. A construção começou em julho de 1857 (ano 4 da era Ansei).
No que diz respeito aos edifícios, em 1856 (ano 5 da era Ansei), começaram a construir residências para os funcionários fora dos muros do forte, e em 1861 (ano 1 da era Bunkyū), iniciaram a construção do edifício do escritório do Bugyō. A construção foi realizada por empreiteiros específicos: Kazunosuke Matsukawa para o trabalho de terraplanagem, Kisaburō Inoue para o trabalho de construção de muros de pedra, e Denshirō Nakagawa, um empreiteiro de pequenas obras da região de Edo, para a construção do escritório do Bugyō.
Inicialmente, o plano era começar com a escavação do fosso e a construção dos muros de terra, seguido pela construção dos edifícios e, por último, pela construção dos muros de pedra. No entanto, devido à fragilidade do solo na área e à erosão das paredes do fosso durante o congelamento e o descongelamento no inverno, a construção dos muros de pedra foi adiantada.
A construção do Goryōkaku foi concluída em 1864 (ano 1 da era Genji), e em 15 de junho, o administrador de Hakodate, Hidezane Koide, mudou sua sede para dentro do Goryōkaku e começou suas atividades. Além disso, foram realizados trabalhos para plantar pinheiros vermelhos (Akamatsu) como uma quebra-vento e árvores de jardim, bem como a construção de instalações auxiliares. Todas essas obras foram concluídas em 1866 (ano 2 da era Keiō).
O custo total da construção do Goryōkaku foi de 104.090 ryō (com um orçamento de 143.000 ryō). A composição desse custo incluiu 53.144 ryō para obras de engenharia civil, como escavação de fossos, construção de muros de terra e muros de pedra (com um orçamento de 98.000 ryō), 44.854 ryō para a construção de edifícios (com um orçamento de 25.000 ryō) e 6.092 ryō para a instalação do sistema de água (com um orçamento de 20.000 ryō). Além disso, a construção do Benten-dai-ba custou 107.277 ryō (com um orçamento de 100.000 ryō).
Durante o auge da construção, estima-se que entre 5.000 a 6.000 trabalhadores foram empregados nesse projeto monumental. Isso trouxe uma grande prosperidade para Hakodate, já que a cidade estava cheia de pessoas envolvidas no projeto.

## A "Guerra de Hakodate" (箱館戦争, Hakodate Sensō)

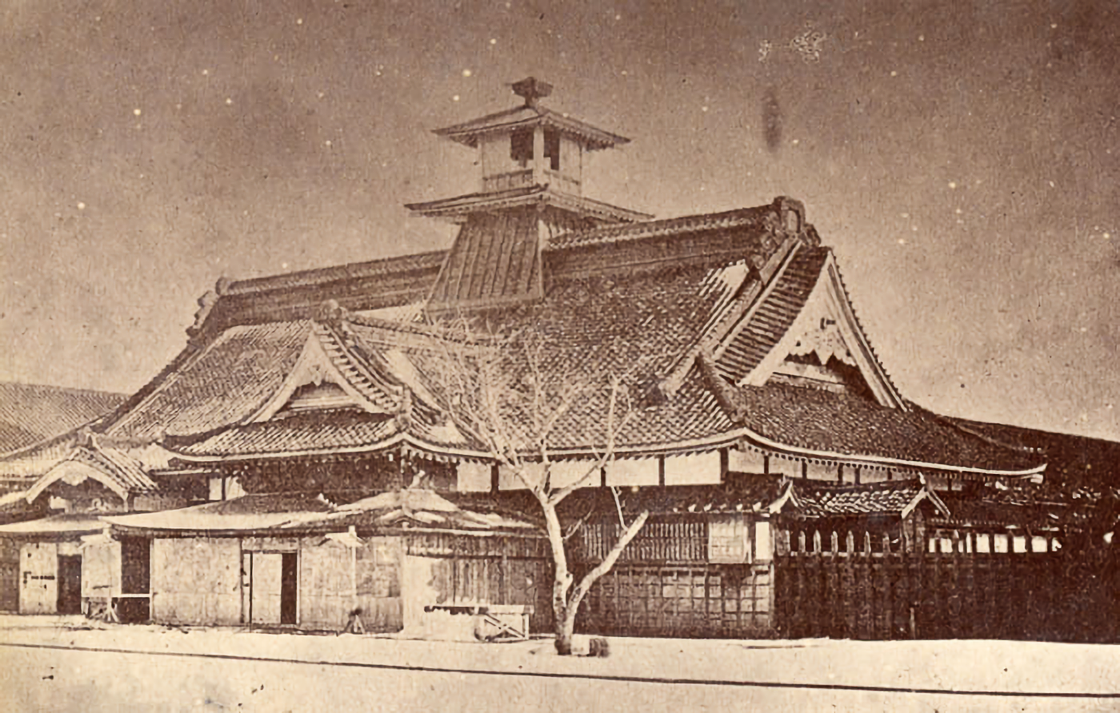
Hakodate Goyakusho (Bugyosho Chosha) (Winter 1868 Photograph)

Após a Restauração Meiji, quando o novo governo estabeleceu a Província de Hakodate, o Goryōkaku foi entregue pelo administrador de Hakodate, Makoto Sugiura, ao governador da Província de Hakodate, Kōkō Shimizutani, em abril de 1868 (Ano 4 da era Keiō). A Província de Hakodate continuou a usar o Goryōkaku como seu centro administrativo. Em 21 de outubro do mesmo ano, as forças do antigo governo Tokugawa, lideradas por Toshimichi Enomoto, desembarcaram em Washinoki (atualmente parte da cidade de Mori). Embora a Província de Hakodate tenha tentado resistir, sofreu derrotas em várias frentes. Em 25 de outubro, o governador Shimizutani fugiu de Hakodate para Aomori, e em 26 de outubro, a fortaleza Goryōkaku, agora desocupada, foi ocupada pela unidade de Shirojirō Matsuoka.

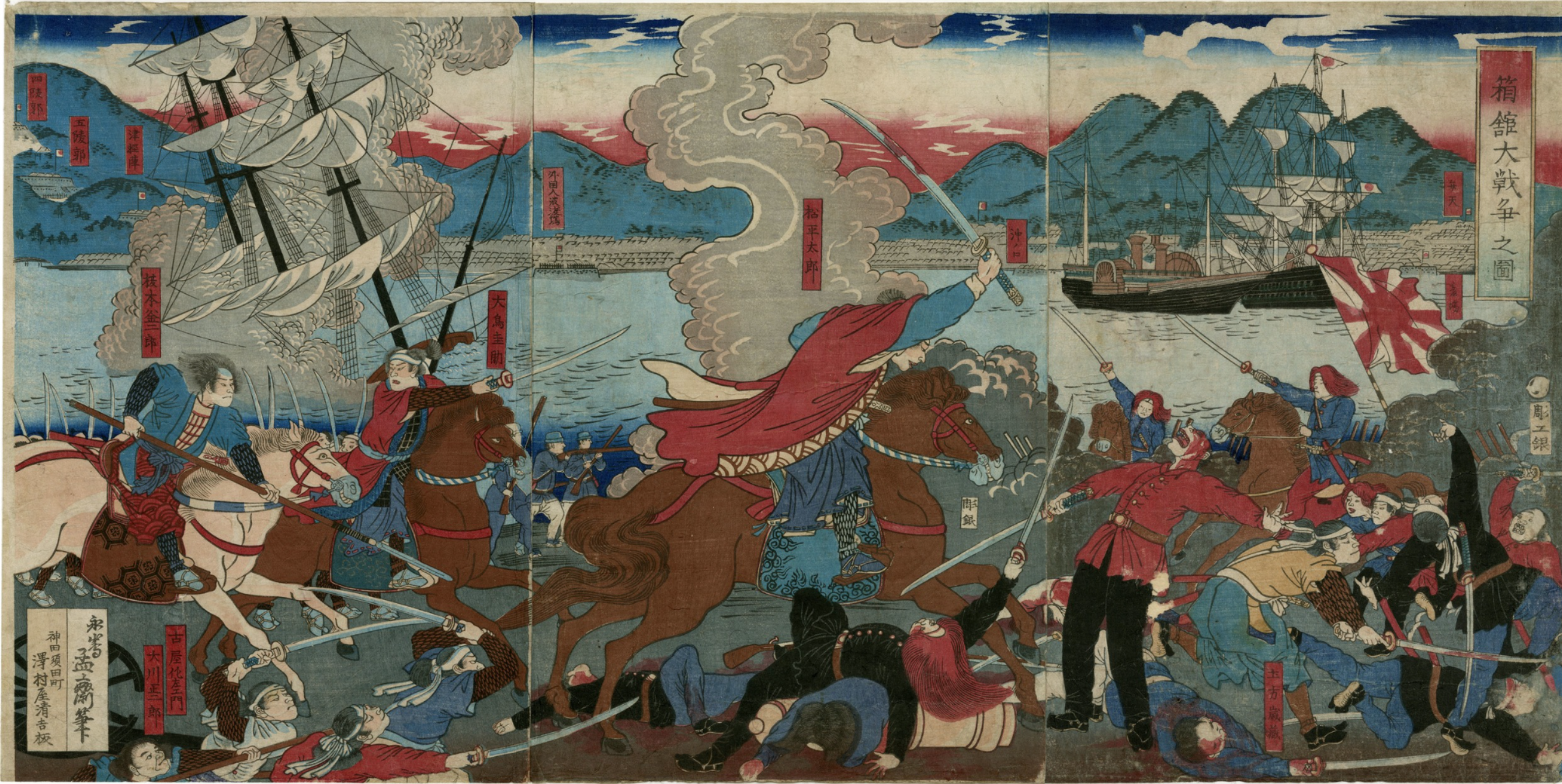
"Hakodate Daisensou no Zu" by Eisaku Nagashima

Na época, Goryōkaku, de acordo com Keisuke Ōtori, estava em condição de "ter 24 canhões nas paredes, mas era difícil usá-los efetivamente como alvos" e "ainda não estava completamente construído, sendo inadequado para defesa em caso de emergência". Durante o inverno seguinte, as forças do antigo governo Tokugawa realizaram trabalhos de reparo nos diques, instalaram canhões e construíram diques fora do fosso e parapeitos fora dos portões. Essas obras foram concluídas em março de 1869 (Ano 2 da era Meiji).
Em 11 de maio do mesmo ano, durante o ataque geral das forças do novo governo a Hakodate, canhões posicionados no Goryōkaku dispararam contra Nanae-hama e a área do porto de Hakodate. No entanto, as forças do novo governo conseguiram controlar a cidade de Hakodate. A partir do dia seguinte, 12 de maio, quando os navios de guerra começaram a bombardear Goryōkaku a partir do porto de Hakodate, projéteis atingiram o escritório do Bugyō, resultando em mortes e ferimentos, incluindo Sakuzaemon Furuya. Além disso, as forças do novo governo construíram posições defensivas em vários locais e dispararam canhões. O intenso bombardeio impediu as forças do antigo governo de dormir dentro de casa à noite. Além disso, como Goryōkaku não tinha fortificações, as tropas do antigo governo improvisaram, usando paredes de pedra e diques como escudos, estendendo tatames no chão, erguendo biombos para resistir precariamente aos ataques.

Posteriormente, em 15 de maio, Benten-dai-ba se rendeu, e em 16 de maio, o posto de Chiyoga-dai caiu. No dia 18 de maio, após uma notificação de início do ataque geral das forças do novo governo em Goryōkaku, Enomoto e outros se renderam, e Goryōkaku foi entregue às forças do novo governo sem mais combates.